# Montbeugny
Montbeugny è un comune francese di 673 abitanti situato nel dipartimento dell'Allier della regione dell'Alvernia-Rodano-Alpi.
Qua nacque il calciatore Ernest Gravier.

## Società

### Evoluzione demografica
Abitanti censiti